# Ansari X Prize

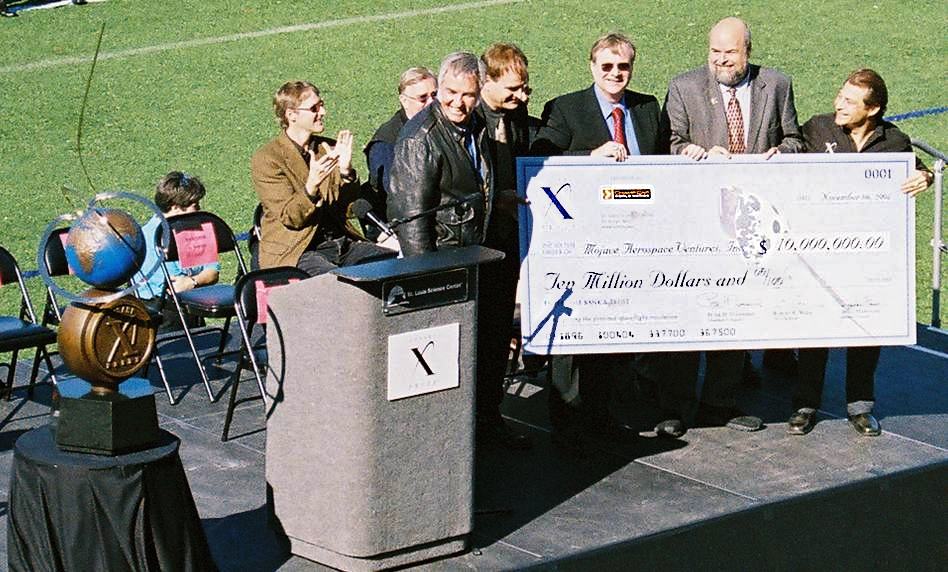
L'assegnazione dell'Ansari X Prize.

L'Ansari X Prize è stata una competizione spaziale indetta dalla X Prize Foundation e creata con l'intento di promuovere lo sviluppo di una forma economica di viaggio spaziale. L'obiettivo preposto era di offrire un premio di 10 milioni di dollari statunitensi alla prima organizzazione privata che avesse lanciato nello spazio un veicolo con equipaggio umano per due volte nell'arco di due settimane. Inizialmente nato semplicemente come X Prize nel maggio del 1996, venne rinominato nella forma attuale il 6 maggio del 2004 a seguito di una donazione multimilionaria da parte degli imprenditori Anousheh e Amir Ansari.
Il premio venne vinto il 4 ottobre del 2004, giorno del quarantasettesimo anniversario del lancio dello Sputnik 1, dallo Space Ship One. Tale velivolo sperimentale fu il risultato della collaborazione di Burt Rutan, progettista e pilota del velivolo stesso, e del cofondatore di Microsoft Paul Allen, rispettivamente nei ruoli di ideatore e di finanziatore.
La realizzazione del progetto, sviluppato per il conseguimento del premio chiamato nel suo insieme Tier One, comportò un investimento di oltre $100 milioni per l'acquisizione delle tecnologie necessarie.
In seguito vennero annunciati altri premi da parte della X Prize Foundation orientati a promuovere ulteriori progressi nell'esplorazione spaziale e nella ricerca tecnologica in genere.